# География Кипра
35°00′ с. ш. 33°00′ в. д.

Рельеф Кипра

Остров Кипр расположен в восточной части Средиземного моря, недалеко от побережья Ливана и Турции. Географически остров относят к Азии.

## Рельеф

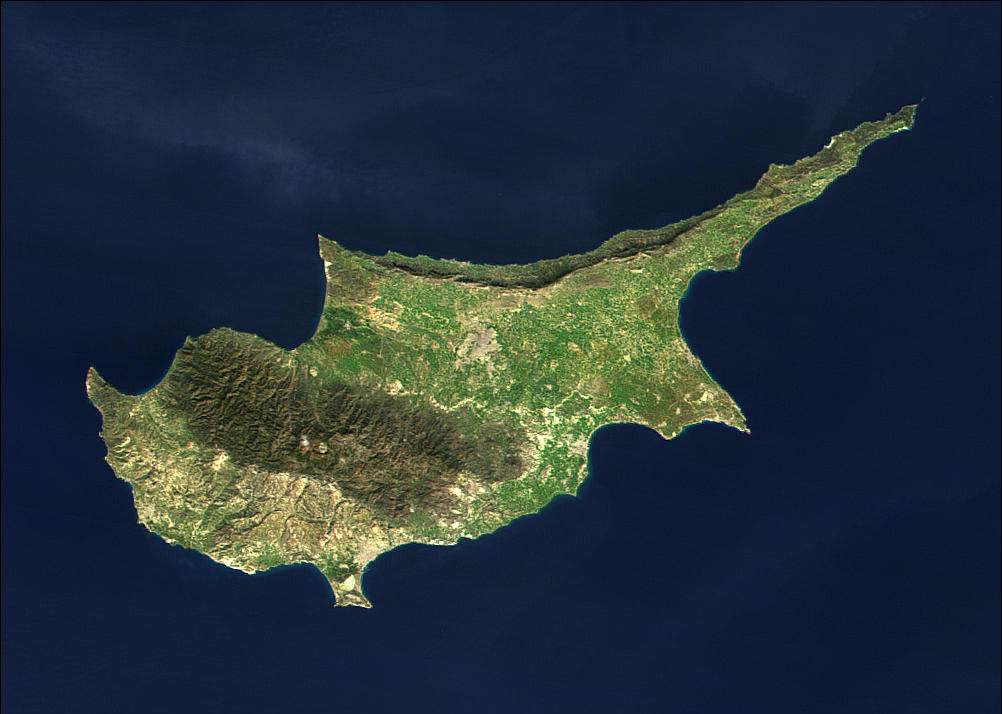
Спутниковый снимок Кипра

Большая часть острова занята горами. Вдоль северного берега в широтном направлении тянется горная цепь Кирения. Ширина её в западной части — 15 км, к востоку она расширяется до 25—30 км. Западная часть хребта Кирения более высокая; отдельные вершины превышают 1 тыс. м. Самая высокая точка хребта — гора Акроманда (1023 м). Юго-западная половина острова занята широким горным массивом Троодос, изрезанным продольными речными долинами. Наиболее высока его северная часть, здесь находится и самая высокая точка Кипра — гора Олимбос (1951 м).
Между хребтами лежит низменная, пологохолмистая равнина Месаория, орошаемая в период дождей временными потоками реки Акаки на западе и рекой Педиэос на востоке. Равнина Месаория сложена морскими отложениями, преимущественно четвертичного периода. Защищенная горами от ветров, эта равнина обладает благоприятным климатом и является житницей Кипра. Поля пшеницы и ячменя чередуются здесь с рощами олив, тутовника и апельсиновых деревьев, а на предгорьях сменяются виноградниками.
Понижаясь к востоку и юго-востоку, равнина Месаория переходит в прибрежную низменность заливов Аммохостос и Ларнака.
Резкие контрасты ландшафтов можно видеть на Кипре: ярко-зеленые рощи масличных и цитрусовых культур сочетаются с сухими желтыми предгорьями, сочные луга с пестрым ковром цветов и рощи грецкого ореха — с дикими скалами безлесных горных вершин, лазурное побережье с белоснежными пятнами яхт — с зимним хвойным лесом и ослепительной шапкой снега гор Троодоса.

### Геологическое строение острова
Кипр состоит из нескольких тектонических плит, надвинутых друг на друга. Юго-западная и северо-восточная части острова сложены меловыми осадочными породами, а между ними заключён офиолитовый комплекс Троодос, представляющий собой фрагмент океанической коры океана Тетис. Эти самые общие черты строения острова легко видеть на космических снимках.
Офиолитовый комплекс Троодос является одним из наиболее изученных в мире. Он считается одним из эталонов океанической коры.

### Климат
Климат на Кипре — средиземноморский, с влажной теплой зимой и очень жарким сухим летом. Среднегодовая температура достигает +20,5°. Средняя температура самого жаркого месяца (августа) +28°, а самого холодного (января) 12°. Среднегодовое количество осадков невелико: на равнинах — 360—400 мм, а в горах — 700—1000 мм. Распределяются они неравномерно. В долинах и на побережье очень сухо. В Месаории осадков выпадает не более 250 мм. Максимум осадков выпадает в горных районах. В Троодосе в отдельные годы количество их превышает 1000 мм. Самыми влажными месяцами на острове считаются декабрь и январь. Заморозки на Кипре с понижением температуры до −4° — явление редкое.

### Гидрография
Постоянных рек на Кипре почти нет. Все они отличаются маловодностью, берут начало в горах и имеют осенний и зимний паводки. Большинство рек острова коротки, самые длинные из них имеют протяженность 50—70 км. Основным источником питания рек служат атмосферные осадки. Во время зимних дождей реки выходят из берегов и вызывают даже наводнения. В знойный летний период они настолько мелеют, что образуют лишь тонкие ручейки, извивающиеся по оголенному руслу, а многие совершенно пересыхают. Наиболее значительными реками Кипра считаются Акаки с притоками, а также Педиэос и Ялиас.
Крупнейшим водоёмом Кипра является соляное озеро Лимасол, находящееся на полуострове Акротири.
На побережье Кипра находятся 6 крупных заливов: Хрисоху и Морфу — на северо-западном побережье, Фамагуста — на восточном, Ларнака — на юго-восточном, Акротири и Епископи — на южном.